# 댄싱 위드 더 스타 (미국의 텔레비전 프로그램)
《댄싱 위드 더 스타》(영어: Dancing with the Stars)는 2005년부터 ABC에서 방송되고 있는 미국의 댄스 경연 리얼리티 방송 시리즈이다. 영국의 댄스 경연 리얼리티 방송 《스트릭틀리 컴 댄싱》(2004-현재)의 미국판이며 댄싱 위드 더 스타 프랜차이즈에 속한다.
첫 진행자 톰 버저런이 2019년까지 총 28 시즌을 진행하였으며, 시즌 29부터 타이라 뱅크스가 후임으로 들어와 시즌 31까지 진행하였다. 시즌 32부터는 앨폰소 리베이로가 진행을 맡고 있다. 역대 공동 진행자로는 리사 캐닝(시즌 1), 서맨사 해리스(시즌 2-9), 브룩 버크(시즌 10-17), 에린 앤드루스(시즌 18-28), 앨폰소 리베이로(시즌 31), 줄리앤 허프(시즌 32-현재)가 있다.